# Gare de Berlin-Hohenschönhausen
La gare de Berlin-Hohenschönhausen est une gare ferroviaire à Berlin, dans le quartier de Neu-Hohenschönhausen.

## Histoire
Pour relier la zone d'habitation construite au milieu des années 1980, Hohenschönhausen II, aujourd'hui le quartier de Neu-Hohenschönhausen, la Deutsche Reichsbahn met en service, le 20 décembre 1984, le premier tronçon du S-Bahn de Springpfuhl à Hohenschönhausen. L'opération n'a à l'origine qu'une seule voie. Un an après, il y a l'extension à Wartenberg et le début de l’exploitation à deux voies. La plate-forme de la Regionalbahn fonctionne à partir du 14 avril 1986. Elles devraient ensuite être remplacées par une halte longue distance et S-Bahn à Malchow sur la Bundesstraße 2. Par conséquent, la voie occidentale pour les voyages à destination de Berlin-Lichtenberg ne serait possible que de la Wartenberger Straße, tandis que la voie orientale serait reliée à la Falkenberger Chaussee. Comme le programme de logement de la RDA est abandonné après le changement politique, la mise en œuvre du projet est aussi abandonnée. En 1998, la gare régionale est entièrement rénovée. La voie occidentale est accessible depuis la Falkenberger Chaussee, du côté nord, deux systèmes d'ascenseurs permettant un accès sans obstacle sont mis en service. Entre juin et octobre 2003, l'InterConnex s'arrête à Berlin-Hohenschönhausen.

## Service des voyageurs

### Accueil
La gare se situe au centre du quartier de Neu-Hohenschönhausen, à l'intersection de la ligne de la grande ceinture de Berlin et de la Falkenberger Chaussee. La rue traverse la voie avec trois ponts, dont le nord et le sud servent le trafic individuel. Le pont central est utilisé par les bus et les tramways. La gare de S-Bahn se situe sur la route VzG 6012, qui relie Berlin Springpfuhl à Berlin-Wartenberg. La gare de Wartenberg fait partie de l'ensemble de la gare de Berlin-Hohenschönhausen. 
La gare possède deux voies principales continues reliées par un trapèze entre Hohenschönhausen et Wartenberg. Elle est équipée d'une plate-forme centrale de 103 centimètres de haut et de 163 mètres de long. Les deux côtés de la rue Falkenberger Chaussee sont accessibles. Les arrêts de tram et de bus se trouvent au centre. L'accès au nord a une rampe.

### Desserte
La gare de Berlin-Hohenschönhausen est desservie par les lignes de train régionales RB12 des Chemins de fer du Bas-Barnim (de) et RB24 de la DB Regio Nordost et la ligne 75 du S-Bahn de Berlin.

### Intermodalité
La gare est desservie par les lignes de tramway M4 et M17 ainsi que par les lignes de bus X54, 154, 197, 256 et N56 de la Berliner Verkehrsbetriebe. La ligne de bus 893 fait partie de la BVG avec la Barnimer Busgesellschaft. Elle offre une connexion aux communes au nord du quartier de Berlin.